# Hastings (Michigan)
Hastings település az Amerikai Egyesült Államok Michigan államában, Barry megyében, melynek megyeszékhelye is. Lakosainak száma 7514 fő (2020. április 1.).

## Népesség
A település népességének változása:

| 2010 | 7 350 |
| 2020 | 7 514 |